# Europäisches Institut für Innovation und Technologie

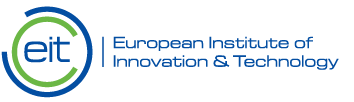
Institut für Innovation und Technologie Logo

Das Europäische Institut für Innovation und Technologie (EIT, auch Europäisches Innovations- und Technologieinstitut) ist eine Gründung der EU mit dem Ziel, die Zusammenarbeit der leistungsfähigsten Institute, Universitäten und industriellen Forschungszentren zu stärken. Im Jahr 2010 begann das EIT seine Arbeit von seinem Sitz in Budapest. Bis zum Sommer 2014 war José Manuel Leceta Direktor des EIT. Seit 1. August 2014 wird es von Martin Kern geleitet, zunächst bis zum 23. August 2019 als Interimsdirektor. Ausgestattet wurde das Institut bis Ende 2013 mit 308,7 Mio. Euro, das Budget für die Jahre 2014 bis 2020 beträgt 2700 Mio. Euro.

## Die Wissens- und Innovationsgemeinschaften (KIC)
Das EIT selbst koordiniert die Arbeit und Finanzierung der sogenannten Wissens- und Innovationsgemeinschaften (Knowledge and Innovation Communities, KICs), welche als reale Kumulationspunkte für die unmittelbare Zusammenarbeit ihrer Mitglieder regional gebündelter Institute und Unternehmen aufweisen.
Die Aufgaben der in ihrer internen Struktur vom EIT unabhängigen KICs sind das Entwickeln neuer Produkte und Dienstleistungen, die Ausbildung von zukünftigen Gründern und das Gründen von Start-Ups. Dies zielt auf die Verbesserung der Wettbewerbsfähigkeit Europas. KICs sollen über eine Laufzeit von sieben bis fünfzehn Jahren über Fördermittel des EIT finanziert werden und danach durch Einnahmen aus eigenen Aktivitäten unabhängig weiterbestehen. Die eine KIC errichtenden Partnerorganisationen aus dem Bereich Hochschulbildung, Forschung und Innovation müssen aus mindestens zwei Ländern kommen; mindestens drei Partnerorganisationen müssen sich beteiligen, wobei eine KIC meist von einem deutlich mehr Partner umfassenden Konsortium beantragt wird. Jede KIC ist in den Drei Bereichen Innovation, Entrepreneurship und Bildung aktiv, wobei auch teilweise von Partnerhochschulen nach nationalen Vorschriften vergebenen akademischen Grade und Abschlüsse nach einem Akkreditierungsprozess seitens des EIT ein sogenanntes EIT-Label erhalten können.
Seit der Gründung der ersten drei KICs am 17. Dezember 2009 zu den Themen Klimawandel (EIT Climate-KIC), Energie (EIT InnoEnergy) und Informations- und Kommunikationstechnologie (EIT Digital) im Jahr 2010 wurden 2014 zwei weitere zu den Themenbereichen Gesundheit (EIT Health) und Rohstoffe (EIT RawMaterials) initiiert. Letztere wurde allerdings erst 2016 zusammen mit der ebenfalls neuen KIC (EIT Food), die sich mit den Themenfeld nachhaltiger Lebensmittelversorgung befasst, gegründet. 2019 starteten die bis heute jüngsten KICs zu den Themenfeldern Fertigung (EIT Manufacturing) und Mobilität im urbanen Raum (EIT Urban Mobility). Als nächste KIC soll in den nächsten Jahren eine zum Thema Kreativwirtschaft starten. Die voneinander völlig unabhängigen KICs weisen verschiedene Organisations- und Managementstrukturen auf, sind aber meist als Verein organisiert, in dem sich die Mitgliedsorganisationen zusammenschließen. Sie erhalten über ihren Business Plan Fördergelder vom EIT, die sie dann entweder für eigene Aktivitäten nutzen oder an ihre Partner weiterreichen.
Gegenwärtig partizipieren mehrere hundert Firmen, Hochschulen und Organisationen als Partner in den acht KICs, wobei zahlreiche Institutionen, wie beispielsweise die TU Darmstadt, TU München, TU Delft oder ETH Zürich in mehreren KICs teilnehmen.

### EIT Manufacturing
Die Aufgabe von EIT Manufacturing ist es, europäische Fertigungsakteure in Innovationsökosystemen zusammenzubringen, um eine global wettbewerbsfähige und nachhaltige Fertigung zu schaffen. Dazu wurde ein pan-europäischer Wettbewerb veranstaltet, auf denen sich Institutionen und Unternehmen bewerben konnten. 2018 wurden die Gewinner des pan-europäischen Wettbewerbs für das EIT Manufacturing bekannt. 50 Partner aus 17 Ländern wurden ausgewählt. Unter den Deutschen Partnern sind die Technische Universität Darmstadt, Volkswagen, Kuka, Siemens, Deutsches Forschungszentrum für Künstliche Intelligenz, Festo, Technische Universität Braunschweig, Bremer Institut für Produktion und Logistik und Stryker. Das EIT Manufacturing wird in Paris aufgebaut werden und zusätzlich werden sich EIT Manufacturing Innovation Hubs in den Städten Bilbao, Darmstadt, Göteborg, Mailand und Wien ansiedeln. Die EIT Manufacturing Innovation Hubs sind dabei für Partner aus mehreren Ländern zuständig z. B. wird das EIT Manufacturing Innovation Hub in Darmstadt von den Partnerinstitutionen und -unternehmen aus Deutschland, aus den Niederlanden und aus Belgien aufgebaut werden.

### EIT Climate-KIC
EIT Climate-KIC arbeitet schwerpunktmäßig in vier Bereichen. Urban Transitions entwickelt Konzepte für klimafreundliche Städte, die auch eine hohe Resilienz gegen Auswirkungen des Klimawandels aufweisen. Sustainable Land Use erarbeitet Konzepte, um die Landwirtschaft und Nahrungsmittelproduktion klimafreundlicher zu gestalten und mehr Wälder in Landschaft zu integrieren. Sustainable Production Systems arbeitet daran, die Produktion klimafreundlicher zu gestalten, Emissionen der Industrie zu reduzieren und die regionale Wirtschaft zu stärken sowie an der Implementierung von Ansätzen der Kreislaufwirtschaft. Decision Metrics and Finance befasst sich damit, das Thema Klima in Finanzmärkte zu integrieren. Dazu sollen grüne Anlagen gefördert und zudem die Risiken, die der Klimawandel mit sich bringt, bekannt gemacht werden z. B. wurden Werkzeuge veröffentlicht, mit denen sich Katastrophen simulieren lassen. Im Bereich der Bildung werden vom EIT Climate-KIC in Zusammenarbeit mit den Partnern jährlich zahlreiche große internationale Programme durchgeführt, etwa die Summer-School The Journey oder der Climathon, ein Hackathon der am selben Tag in zahlreichen Städten weltweit stattfindet.

## Organe
Der 18-köpfige Verwaltungsrat soll das EIT lenken und wählt, benennt und evaluiert die KICs. Die KICs entsenden Mitglieder für einen begrenzten Zeitraum von maximal sechs Jahren in den Verwaltungsrat. Der fünfköpfige Exekutivausschuss trifft Entscheidungen zwischen den Sitzungen des Verwaltungsrates. Der Vorsitzende des Exekutivausschusses ist auch Vorsitzender des Verwaltungsrates. Der für vier Jahre gewählte Direktor ist zuständig für Finanz- und Personalmanagement und dem Verwaltungsrat gegenüber rechenschaftspflichtig.